# Peter MacDonald (calciatore)
Peter Ian Ronald MacDonald (Glasgow, 17 novembre 1980) è un ex calciatore scozzese, di ruolo attaccante.

## Caratteristiche tecniche
Centravanti, può giocare come seconda punta o come ala destra.

## Carriera

### Club
Cresciuto nel Rangers, il St. Johnstone lo acquista nel 2001 per 200000 €.

## Palmarès

### Club

#### Competizioni nazionali
- Campionato scozzese: 2

Rangers: 1998-1999, 1999-2000
- Coppa di Scozia: 2

Rangers: 1998-1999, 1999-2000
- Coppa di Lega scozzese: 1

Rangers: 1998-1999
- Scottish Challenge Cup: 1

St. Johnstone: 2007-2008
- Scottish Championship: 1

St. Johnstone: 2008-2009

#### Competizioni regionali
- Forfarshire Cup: 2

St. Johnstone: 2003-2004, 2006-2007